# Кайнарбулацький сільський округ (Каркаралінський район)
Кайнарбула́цький сільський округ (каз. Қайнарбұлақ ауылдық округі, рос. Кайнарбулакский сельский округ) — адміністративна одиниця у складі Каркаралінського району Карагандинської області Казахстану. Адміністративний центр — село Аппаз.
Населення — 986 осіб (2021; 1559 у 2009, 1893 у 1999, 1903 у 1989).
Станом на 1989 рік існувала Кайнарбулацька сільська рада (села Актерек, Аппаз, Жалпакшилік, Мілибулак, Саз). Пізніше село Актерек було передане до складу Карагайлинської селищної адміністрації.

## Склад
До складу округу входять такі населені пункти:
| Населений пункт   | Населення, осіб (1989) | Населення, осіб (1999) | Населення, осіб (2009) | Населення, осіб (2021) |
| ----------------- | ---------------------- | ---------------------- | ---------------------- | ---------------------- |
| Аппаз, село       | 1306                   | 1237                   | 1054                   | 769                    |
| Жалпакшилік, село | 162                    | 171                    | 152                    | 75                     |
| Мілибулак, село   | 179                    | 228                    | 195                    | 76                     |
| Саз, село         | 256                    | 257                    | 158                    | 66                     |